# Aganocrossus bordatianus
Aganocrossus bordatianus är en skalbaggsart som beskrevs av Masumoto och Kiuchi 2003. Aganocrossus bordatianus ingår i släktet Aganocrossus och familjen Aphodiidae. Inga underarter finns listade i Catalogue of Life.